# Peter Leo Gerety
Pour les articles homonymes, voir Peter Gerety.
Peter Leo Gerety, né le 12 juillet 1912 à Shelton dans le Connecticut et mort le 20 septembre 2016 à Totowa (New Jersey), est un archevêque américain de l'Église catholique romaine, évêque de Portland de 1969 à 1974 puis archevêque de Newark jusqu'en 1986.

## Biographie
Peter Gerety est né à Shelton dans le Connecticut, de Peter Leo Gerety et Charlotte Ursula (née Daly), il est l'ainé d'une famille de neuf garçons,. La région étant dépourvue d'école catholique, il reçoit sa première éducation dans les écoles publiques à Shelton. Il est diplômé de Shelton High School en 1929, et travaille ensuite pour le ministère américain de l'agriculture et le ministère du transport du New Jersey pendant trois ans. En 1932, il commence ses études pour la prêtrise au séminaire Saint-Thomas à Bloomfield et est envoyé en 1934 poursuivre ses études au Séminaire Saint-Sulpice à Issy-les-Moulineaux en France.
Le 29 juin 1939, Gerety est ordonné prêtre pour le diocèse de Hartford à la cathédrale Notre-Dame de Paris. À son retour dans le Connecticut, il est affecté comme vicaire dans la paroisse de Saint-Jean l'Évangéliste à New Haven. En plus de ses fonctions à Saint-Jean, il sert comme aumônier à l’hôpital de Grace-New Haven. En 1942, il est nommé à la fois vicaire à l'église Saint Brendan et directeur du centre du bienheureux Martin de Porres à New Haven. Le centre est une organisation sociale et religieuse interraciale qui servait à la communauté catholique afro-américaine. En 1956, le centre devient la paroisse Saint-Martin de Porres dont Gerety est nommé comme premier curé.
Doyen des évêques américains depuis le 2 juin 2007, il devient le doyen de l'épiscopat mondial le 1er janvier 2015 à la suite de la mort de Géry Leuliet. Il meurt à 104 ans le 20 septembre 2016. 